# Правительство Конте (второе)
Второе правительство Конте (итал. Governo Conte II) — 66-е правительство Итальянской Республики, действовавшее с 5 сентября 2019 года по 13 февраля 2021 года под председательством Джузеппе Конте.

## Общие сведения
Второе правительство, сформированное парламентом XVIII созыва, сменило первое правительство Конте, ушедшее в отставку 20 августа 2019 года из-за развала правящей коалиции.

## Формирование
9 августа Лига Севера поставила на голосование в Сенате вопрос о доверии коалиционному правительству, в котором участвовала вместе с Движением пяти звёзд. 20 августа 2019 года премьер-министр Конте объявил об отставке кабинета.
3 сентября 2019 года 79 634 членов Д5З из общего их количества в 117 194 приняли участие в онлайн-голосовании (эта цифра стала рекордным показателем активности избирателей за всё время проведения таких голосований на IT-платформе «Руссо») и большинством в 79 % одобрили соглашение с ДП о формировании коалиционного правительства.
4 сентября 2019 года Джузеппе Конте сформировал своё второе правительство, основанное на союзе Д5З с Демократической партией, и представил его список президенту Маттарелле на утверждение.
5 сентября новый кабинет принёс присягу в Квиринальском дворце и приступил к исполнению своих полномочий.
13 сентября формирование правительства завершилось назначением 42 младших статс-секретарей (18 представляют ДП, 21 — Д5З, двое — парламентскую фракцию «Свободные и равные», один — Ассоциативное движение итальянцев за рубежом) и 10 заместителей министров (4 — ДП и 6 — Д5З) (16 сентября премьер-министр Конте принял у них присягу).

## Изменения в составе
17 сентября 2019 появились списки политиков, поддержавших новое политическое объединение, основанное бывшим премьер-министром Маттео Ренци под названием Italia Viva (Живая Италия). В их число вошли министры второго правительства Конте Тереза Белланова и Элена Бонетти, а также младший статс-секретарь Иван Скальфаротто.
25 декабря 2019 года объявил об уходе в отставку министр просвещения, университетов и научных исследований Лоренцо Фьорамонти.
28 декабря 2019 года премьер-министр Конте заявил на пресс-конференции по итогам года о намерении разделить Министерство просвещения, университетов и научных исследований на Министерство школьного образования во главе с Лучией Адзолина и Министерство университетов и научных исследований, которое должен возглавить ректор Неаполитанского университета Гаэтано Манфреди.
30 декабря 2019 года президент Маттарелла принял отставку Фьорамонти и назначил премьер-министра Джузеппе Конте временно исполняющим обязанности министра просвещения, университетов и научных исследований.
10 января 2020 года Адзолина и Манфреди официально вступили в свои должности, и Конте перестал исполнять обязанности министра.
13 января 2021 года Маттео Ренци объявил о принятом партией Италия Вива решении об отзыве из правительства своих представителей — министров Элены Бонетти и Терезы Белланова (премьер-министр Конте принял их отставку).
14 января президент Маттарелла подписал указ об отставке Бонетти, Белланова и третьего представителя ИВ в правительстве — Ивана Скальфаротто, и назначил временно исполняющим обязанности министра сельского хозяйства премьера Конте.
22 января 2021 года дипломатический советник премьер-министра Пьетро Бенасси назначен младшим статс-секретарём аппарата правительства, курирующим спецслужбы.

## Список

### Аппарат правительства
| Ведомство                | Имя                                                        | Младшие статс-секретари |
| ------------------------ | ---------------------------------------------------------- | --- |
| Аппарат Совета министров | Председатель Совета министров Джузеппе Конте (Независимый) | Риккардо Фраккаро (Д5З) — секретарь аппарата правительства Андреа Мартелла (ДП) издательская и информационная деятельность Марио Турко (Д5З) — экономическое планирование и инвестиции с 22.01.2021 Пьетро Бенасси (независимый) — безопасность Республики |

### Министры
| Ведомство                                                              | Имя                                     | Примечания             | Заместители министра                      | Младшие статс-секретари                                                                               |
| ---------------------------------------------------------------------- | --------------------------------------- | ---------------------- | ----------------------------------------- | --- |
| Министерство внутренних дел                                            | Лучана Ламорджезе (Независимая)         |                        | Вито Крими (Д5З) Маттео Маури (ДП)        | Карло Сибилья (Д5З) Акилле Вариати (ДП)                                                               |
| Министерство иностранных дел и международного сотрудничества           | Луиджи Ди Майо (Д5З)                    |                        | Марина Серени (ДП) Эмануэла Дель Ре (Д5З) | Манлио Ди Стефано (Д5З) Иван Скальфаротто (ИВ, до 18.09.2019 ДП) — до 14.01.2021 Рикардо Мерло (АДИР) |
| Министерство обороны                                                   | Лоренцо Гуэрини (ДП)                    |                        | Отсутствует                               | Анджело Тофало (Д5З) Джулио Кальвизи (ДП)                                                             |
| Министерство юстиции                                                   | Альфонсо Бонафеде (Д5З)                 |                        | Отсутствует                               | Витторио Феррарези (Д5З) Андреа Джорджис (ДП)                                                         |
| Министерство экономического развития                                   | Стефано Патуанелли (Д5З)                |                        | Стефано Буффаньи (Д5З)                    | Мирелла Льюцци (Д5З) Джан Паоло Манцелла (ДП) Алессия Морани (ДП) Алессандра Тодде (Д5З)              |
| Министерство труда и социальной политики                               | Нунция Катальфо (Д5З)                   |                        | Отсутствует                               | Франческа Пульизи (ДП) Станислао Ди Пьяцца (Д5З)                                                      |
| Министерство экономики и финансов                                      | Роберто Гуальтьери (ДП)                 |                        | Антонио Мизьяни (ДП) Лаура Кастелли (Д5З) | Пьер Паоло Баретта (ДП) Алессио Виллароса (Д5З) Мария Чечилия Гуэрра (ПС-СР)                          |
| Министерство инфраструктуры и транспорта                               | Паола Де Микели (ДП)                    |                        | Джанкарло Канчеллери (Д5З)                | Сальваторе Марджотта (ДП) Роберто Траверси (Д5З)                                                      |
| Министерство сельскохозяйственной, продовольственной и лесной политики | Тереза Белланова (ИВ, до 18.09.2019 ДП) | До 13.01.2021          | Отсутствует                               | Джузеппе Л’Аббате (Д5З)                                                                               |
| Министерство сельскохозяйственной, продовольственной и лесной политики | Джузеппе Конте (врио)                   | C 13.01.2021           | Отсутствует                               | Джузеппе Л’Аббате (Д5З)                                                                               |
| Министерство просвещения, университетов и научных исследований         | Лоренцо Фьорамонти (Д5З)                | До 30.12.2019          | Анна Аскани (ДП) до 10.01.2020            | Джузеппе Де Кристофаро (ИЛ-СР) — до 10.01.2020 Лучия Адзолина (Д5З) — до 10.01.2020                   |
| Министерство просвещения, университетов и научных исследований         | Джузеппе Конте (врио)                   | 30.12.2019- 10.01.2020 | Анна Аскани (ДП) до 10.01.2020            | Джузеппе Де Кристофаро (ИЛ-СР) — до 10.01.2020 Лучия Адзолина (Д5З) — до 10.01.2020                   |
| Министерство просвещения                                               | Лучия Адзолина (Д5З)                    | С 10.01.2020           | Анна Аскани (ДП)                          | Джузеппе Де Кристофаро (ИЛ-СР)                                                                        |
| Министерство университетов и научных исследований                      | Гаэтано Манфреди                        | С 10.01.2020           |                                           | |
| Министерство окружающей среды и защиты земель и моря                   | Серджо Коста (Независимый)              |                        | Отсутствует                               | Роберто Морассут (ДП)                                                                                 |
| Министерство культурного наследия, культурной деятельности и туризма   | Дарио Франческини (ДП)                  |                        | Отсутствует                               | Лоренца Бонаккорси (ДП) Анна Лаура Оррико (Д5З)                                                       |
| Министерство здравоохранения                                           | Роберто Сперанца (ПС-СР)                |                        | Пьерпаоло Силери (Д5З)                    | Сандра Дзампа (ДП)                                                                                    |

### Министры без портфеля
| Ведомство                                | Имя                                  | Примечания    | Младшие статс-секретари                        |
| ---------------------------------------- | ------------------------------------ | ------------- | ---------------------------------------------- |
| Связи с парламентом                      | Федерико Д’Инка (Д5З)                |               | Симона Мальпецци (ДП) Джанлука Кастальди (Д5З) |
| Технологические инновации и цифровизация | Паола Пизано (Д5З)                   |               | Отсутствует                                    |
| Государственная служба                   | Фабиана Дадоне (Д5З)                 |               | Отсутствует                                    |
| Дела регионов и автономий                | Франческо Бочча (ДП)                 |               | Отсутствует                                    |
| Юг и развитие регионов                   | Джузеппе Провенцано (ДП)             |               | Отсутствует                                    |
| Молодёжная политика и спорт              | Винченцо Спадафора (Д5З)             |               | Отсутствует                                    |
| Равные возможности и семья               | Элена Бонетти (ИВ, до 18.09.2019 ДП) | До 13.01.2021 | Отсутствует                                    |
| Связи с Евросоюзом                       | Винченцо Амендола (ДП)               |               | Лаура Аджеа (Д5З)                              |

## История

### 2019 год
3 октября стало известно о втором за полтора месяца секретном визите генерального прокурора США Уильяма Барра в Италию (первая его поездка получила известность как «Феррагосто» из-за её даты — 15 августа). При этом Барр вёл переговоры не с генеральным прокурором или министром юстиции Италии, а с генеральным директором Департамента информации и безопасности Дженнаро Векьоне (с санкции премьер-министра Конте) по вопросу предоставления документов, связанных со скандалами Russiagate и Ukrainegate.
8 октября Палата депутатов большинством в 553 голоса против 14 при двух воздержавшихся окончательно одобрила конституционную реформу, инициированную Движением пяти звёзд и направленную на сокращение численности парламентариев с 945 до 600 (количество депутатов предлагается сократить с 630 до 400, а сенаторов — с 315 до 200).
4 ноября ArcelorMittal объявил о выходе из сделки по приобретению крупнейшей итальянской сталелитейной компании ILVA, ввиду неисполнения Италией своих обязательств, а именно — отказа предоставить иммунитет против исков о причинении экологического ущерба.
21 ноября после массовой манифестации неформального «движения сардин» в Болонье на его странице в Facebook опубликован программный манифест, направленный против Движения пяти звёзд. В тексте Д5З обвиняется в распространении лжи и ненависти, а также объясняется название движения его противников: «Vi siete spinti troppo lontani dalle vostre acque torbide e dal vostro porto sicuro. Noi siamo le sardine, e adesso ci troverete ovunque. Benvenuti in mare aperto» (Вас забросило слишком далеко от ваших мутных вод и от вашего безопасного порта. Мы — сардины, и теперь вы встретите нас повсюду. Добро пожаловать в открытое море).
К 18 декабря были собраны подписи 64 сенаторов Италии, необходимые для запуска процедуры вынесения на общенародный референдум вопроса о конституционной реформе с целью сокращения численности парламентариев (8 октября реформу поддержала Палата депутатов).

### 2020 год
В ночь на 23 февраля постановлением правительства впервые в истории Италии с целью предотвращения эпидемии коронавируса SARS-CoV-2 установлен карантин десяти городов в местности Лодиджано (Ломбардия) и одного населённого пункта в провинции Падуя, где были отмечены случаи заражения и имели место первые смертельные исходы. К операции привлечены армейские части, на дорогах установлены блок-посты, за нарушение карантина предусмотрено наказание до трёх месяцев лишения свободы.
По состоянию на 9 марта количество инфицированных составило 7985 (увеличение за сутки более чем на 1500), 463 человека умерли, 724 излечились. Постановлением правительства по всей Италии запрещены междугородние поездки при отсутствии крайней необходимости, отменены игры футбольного чемпионата, учебные заведения закрыты до 3 апреля.
16 марта правительство приняло постановление «Cura Italia» (Излечи Италию), которым на преодоление последствий коронавирусной эпидемии выделялось 25 млрд евро, в том числе 3,5 млрд — на дополнительное финансирование системы здравоохранения и 10 млрд — на поддержку экономики.
20-21 сентября одновременно с региональными выборами состоялся референдум о конституционных поправках, смысл которых сводился к сокращению количества парламентариев в Италии (69,6 % избирателей при явке 53,8 % ответили на поставленный вопрос положительно, тем самым поддержав предложенную меру).
25 октября Конте подписал постановление правительства о введении на период с 26 октября по 24 ноября новых противоэпидемических мер, обусловленных возникновением второй волной коронавирусной инфекции COVID-19. Документ предусматривает закрытие баров и ресторанов ежедневно в 18.00, а кинотеатры, театры, спортивные залы, бассейны и горнолыжные комплексы прекращают работу полностью. В старших классах школ 75 % времени переводится в форму дистанционного обучения. Перемещения между регионами Италии, вопреки высказывавшимся в прессе предположениям, не ограничиваются.
На период с 21 декабря 2020 по 6 января 2021 года запрещены все перемещения между регионами Италии.
27 декабря в Италии официально началась вакцинация против COVID-19 с использованием препарата BNT162b2.
По данным ISTAT ВВП Италии снизился в 2020 году на 8,9 %.

### 2021 год
12 января вечером началось заседание Совета министров по вопросу одобрения финансового «Плана восстановления», на котором уже почти в час ночи 13 января эта мера была одобрена вопреки позиции министров от партии Италия Вива, выступавших за использование целевых фондов ЕСМ для преодоления последствий коронавирусной пандемии, что создало угрозу правительственного кризиса (план предусматривает вливание в экономику 222,9 млрд евро).
18 января ввиду выхода ИВ из правительственной коалиции премьер-министр Конте обратился в парламент за вотумом доверия и получил его в Палате депутатов (321 голос «за», 259 — «против», 27 депутатов воздержались).
19 января за доверие правительству проголосовал Сенат (156 голосов «за», 140 — «против», 16 сенаторов воздержались). При этом возникла правовая коллизия: видеозапись доказывает, что бывший член Д5З Чамполилло и социалист Ненчини подали свои голоса уже по окончании официальной процедуры (однако, для получения большинства было достаточно 149 голосов, так что в любом случае вотум доверия правительству сохранится).
26 января 2021 года Конте подал в отставку.